# Juliana Restrepo
Juliana Restrepo (Santiago de Cali, 7 de marzo de 1980) es una presentadora, periodista y filántropa colombiana radicada en USA.
Conocida por conducir el programa Zapping Zone de Disney Channel, el noticiero Sports Center de ESPN y ligada profesionalmente también al canal español Telecinco.
Su primera aparición como presentadora fue en el programa infantil Zona Virtual del canal Magic Kids.
Además de presentadora de televisión y periodista ha realizado labores como productora en distintos momentos de su carrera.

## Estudios y Carrera
Juliana Restrepo se matriculó en la Universidad Autónoma de Occidente, Se graduó magna cum laude con un diploma en Comunicación Social y periodismo, rama de medios y comunicación organizacional. Se inició profesionalmente en 1998 el canal de televisión Telepacífico  y con la cadena radial Todelar en Colombia, integrándose en el área periodística. Más tarde, entre 1999 se radicó en Argentina, dedicándose a las áreas de radio y televisión . A continuación obtuvo un postgrado en Universidad Nacional de Córdoba.
Juliana Restrepo recibió en el año 2002 el Premio ATVC Archivado el 12 de junio de 2018 en Wayback Machine. que concede la Asociación Argentina de Televisión, por su labor como Conductora infantil.

## Televisión
| Año  | Canal          | País                 |
| ---- | -------------- | -------------------- |
| 2001 | Magic Kids     | Bandera de Argentina |
| 2003 | ESPN           | Bandera de Argentina |
| 2003 | Disney Channel | Bandera de México    |
| 2004 | Noticias RCN   | Bandera de Colombia  |
| 2004 | Telecinco      | Bandera de España    |
| 2007 | Caracol TV     | Bandera de Colombia  |
| 2008 | Fox            | Bandera de Argentina |
| 2009 | Telecinco      | Bandera de España    |
| 2010 | Disney Channel | Bandera de Argentina |

## Radio
| Año  | Emisora | País                 |
| ---- | ------- | -------------------- |
| 1998 | Todelar | Bandera de Colombia  |
| 1999 | Feeling | Bandera de Argentina |
| 2004 | Disney  | Bandera de Argentina |

## Editorial
| Año  | Editorial | País              |
| ---- | --------- | ----------------- |
| 2008 | Grupo Z   | Bandera de España |
| 2012 | In Touch  | Bandera de España |

## Filtantropía
- Resguardo indígena Arhuacos de la Sierra Nevada de Santa Martha Colombia
- Fundación Carlos Portela Valdiri   Colombia
- St. Jude Children's Hospital US.

## Premios y nominaciones

### Profesional
- ATVC 2002 Magic Kids.
- Martín Fierro 2003 Magic Kids.

### Distinción Académica
- Tesis universitaria - RR.PP